# 女性の権利

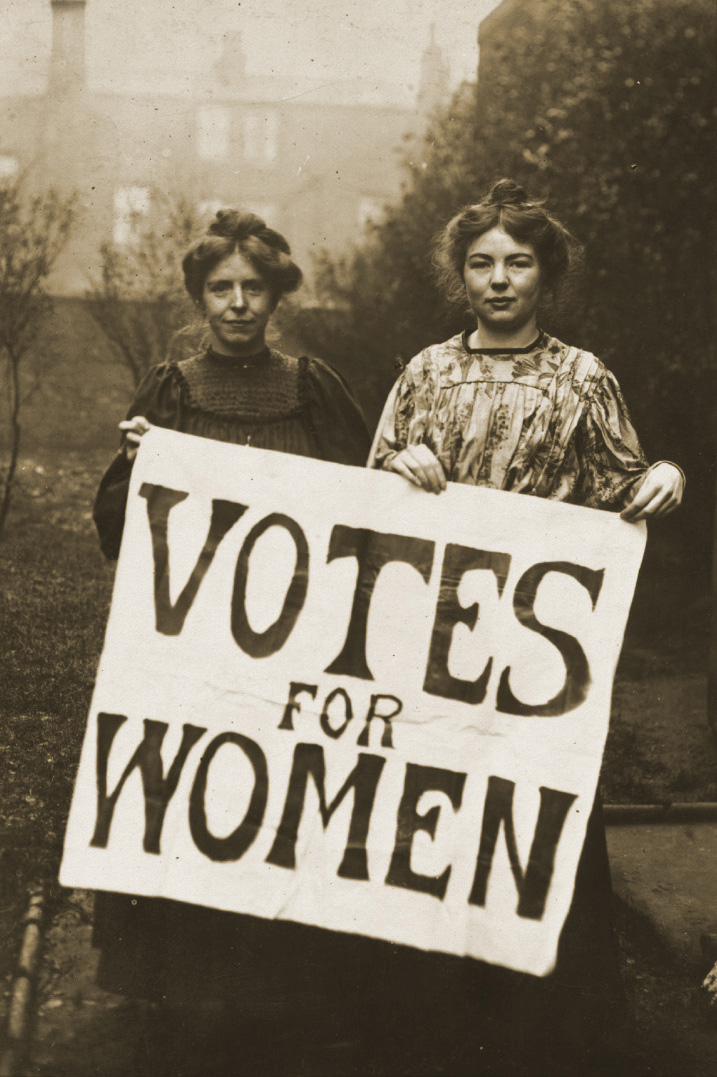
アニー・ケニーとクリスタベル・パンクハーストによる女性参政権のキャンペーン

女性の権利（じょせいのけんり、Women's rights）は、世界中の女性と少女の権利とその付与であり、19世紀の女性の権利運動や20世紀のウーマンリブ運動の基盤を形成した。いくつかの国ではこれらの権利は制度化や法律や地方の慣習、素行によって保護されているものの、他の地域においては無視や抑圧が行われている。女性の権利は女性と少女の権利行使が、男性や少年が利益を得られるようになっている生来の歴史的及び文化的偏見に対して主張する。このことから広義の人権の観念と異なる。
女性の人権における観念は以下のものが課題として一般的に含まれるが、これに留まらない。
- 身体の完全性と自主権
- 性的暴力からの解放
- 女性参政権
- 公職に就く権利
- 適法契約の権利
- 家族法における公平な権利
- 労働権
- 同一労働同一賃金
- 性と生殖に関する権利
- 財産権
- 教育を受ける権利